# Varlam Chalamov
Varlam Tikhonovitch Chalamov (en russe : Варлам Тихонович Шаламов), né le 5 juin 1907 (18 juin dans le calendrier grégorien) à Vologda et mort le 17 janvier 1982 à Moscou, est un écrivain, poète et dissident soviétique.

## Biographie
Varlam Chalamov naît et vit son enfance et son adolescence dans la ville du Grand Nord russe, Vologda. Ses parents ont eu huit enfants dont trois mort-nés. Il est le cadet des cinq enfants qui ont survécu et son frère aîné, Valéry, a treize ans de plus que lui. Varlam naît deux ans après le retour de la famille, en 1905, des îles Aléoutiennes (sur l'île Kodiak). Son père y a fait partie d'une mission orthodoxe américaine qui évangélise les populations aléoutes. Revenu à Vologda, ce père est nommé prêtre responsable de la paroisse de la cathédrale Sainte-Sophie de Vologda. Il dispose d'une partie du presbytère à côté de la cathédrale (aujourd'hui transformée en maison-musée Chalamov). La forte personnalité de son père, contre laquelle Varlam se dresse, forge son caractère qui le soutiendra pendant sa vie au bagne. Vers sa mère, effacée par les tâches ménagères d'une grande famille, va tout l'amour et la compassion.
Chalamov décrit son enfance et son adolescence dans son récit La Quatrième Vologda écrit en 1968-1971 mais publié seulement en 1985 à Paris et en 1988 dans son pays (avec des coupures). Il poursuit ses études de 1914 à 1918 au lycée de garçons de Vologda.
La ville de Vologda, dont le Kremlin de Vologda a été construit sur ordre d'Ivan le Terrible, a toujours servi de lieu de relégation et il n'y a pas, selon Chalamov, de personnalité du mouvement de libération russe qui y ait passé moins de trois mois et qui n'ait pas été enregistrée au bureau de police de la ville.
La ville est aussi le point de départ vers des lieux d'enfermement plus au nord ou à l'est de la Russie.
Le père de Chalamov, qui est prêtre orthodoxe, va, du fait de ce statut, lui occasionner des difficultés après la Révolution de 1917 : Varlam Chalamov ne peut poursuivre ses études universitaires à Vologda, il doit partir pour Moscou, où il réussit en 1923 le concours d'entrée à la faculté de droit de l'université d'État de Moscou (MГУ). Pour payer ses études à l'université, Chalamov travaille dans une tannerie.
Chalamov entre dans un mouvement trotskiste, et conteste le pouvoir de Staline, en particulier en diffusant de manière clandestine les Lettres au Congrès du Parti, appelées ultérieurement le Testament de Lénine. Ces lettres de Lénine au Congrès mettent, entre autres, clairement en garde contre une éventuelle succession de Staline à la tête du Parti communiste. Arrêté le 19 février 1929, il est envoyé pour trois ans dans un camp de travail à la Vichera, dans l'Oural central,.

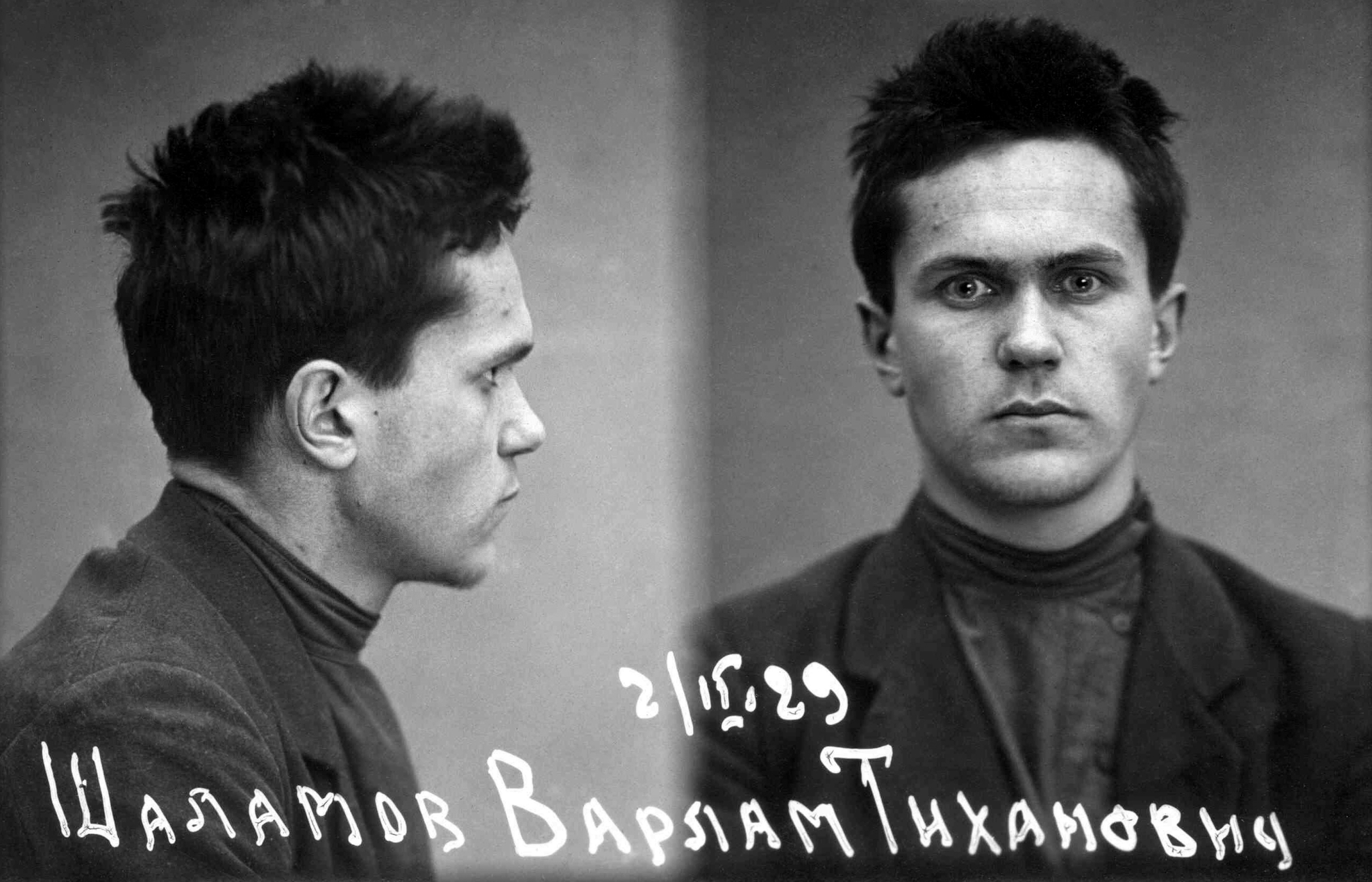
Chalamov en 1929, photo prise par la Guépéou.

Chalamov revient à Moscou en 1932 et y travaille comme journaliste et essayiste,.
Les Grandes Purges le renvoient au Goulag : le 12 janvier 1937, Chalamov est arrêté pour « activité trotskiste contre-révolutionnaire », condamné à cinq ans et envoyé à Djelgala dans la Kolyma, région à l'extrême-est de l'URSS, au-dessus du cercle polaire arctique, connue sous le nom de « pays de la mort blanche ». Étant condamné du fait de l'« article 58 », son dossier pénitentiaire indique qu'il doit être soumis aux travaux les plus durs, ceci dans le but de le faire mourir. Maintes fois Chalamov souhaite la mort, littéralement affamé du fait de rations insuffisantes, battu par les détenus de droit commun ou les gardes et surtout du fait de journées de travail de plus de 16 heures dans les mines aurifères. Le climat polaire implique de travailler parfois par moins 50 degrés. Mais, par miracle, il survit. En 1943, toujours prisonnier, il écope d'une nouvelle condamnation, de dix ans cette fois, et toujours à la Kolyma, pour « agitation anti-soviétique » pour avoir considéré Ivan Bounine comme un classique de la littérature russe.

« Il ne faut pas avoir honte de se souvenir qu'on a été un « crevard », un squelette, qu'on a couru dans tous les sens et qu'on a fouillé dans les fosses à ordures [...]. Les prisonniers étaient des ennemis imaginaires et inventés avec lesquels le gouvernement réglait ses comptes comme avec de véritables ennemis qu'il fusillait, tuait et faisait mourir de faim. La faux mortelle de Staline fauchait tout le monde sans distinction, en nivelant selon des répartitions, des listes et un plan à réaliser. Il y avait le même pourcentage de vauriens et de lâches parmi les hommes qui ont péri au camp qu'au sein des gens en liberté. Tous étaient des gens pris au hasard parmi les indifférents, les lâches, les bourgeois et même les bourreaux. Et ils sont devenus des victimes par hasard. »

— Varlam Chalamov, Récits de la Kolyma, 1978
En 1946, la chance sourit deux fois à Chalamov : au seuil de la mort, il ne peut plus travailler et est envoyé à l'hôpital de Debine au lieu d'être exécuté. De plus, le détenu-médecin Pantioukhov prend d'énormes risques pour le faire nommer aide-médecin. Chalamov reçoit un salaire (très faible, mais qui va lui permettre d'acheter des livres) et surtout améliore ses conditions d'existence : une plus grande autonomie, une vraie ration de nourriture et surtout il ne travaille plus dans une mine, mais dans un hôpital chauffé. Après une formation rapide, il gère l'accueil des malades de l'hôpital. Ces changements ont été rendus possibles par l'effacement, de manière non officielle, de son sigle 58 de son dossier pénitentiaire du fait d'un juge d'instruction et d'une employée de l'administration de la Kolyma. Rares gestes d'humanité à la Kolyma.
Varlam Chalamov est libéré en 1951, mais il doit rester à Magadan, la grande ville de la région jusqu'en novembre 1953.

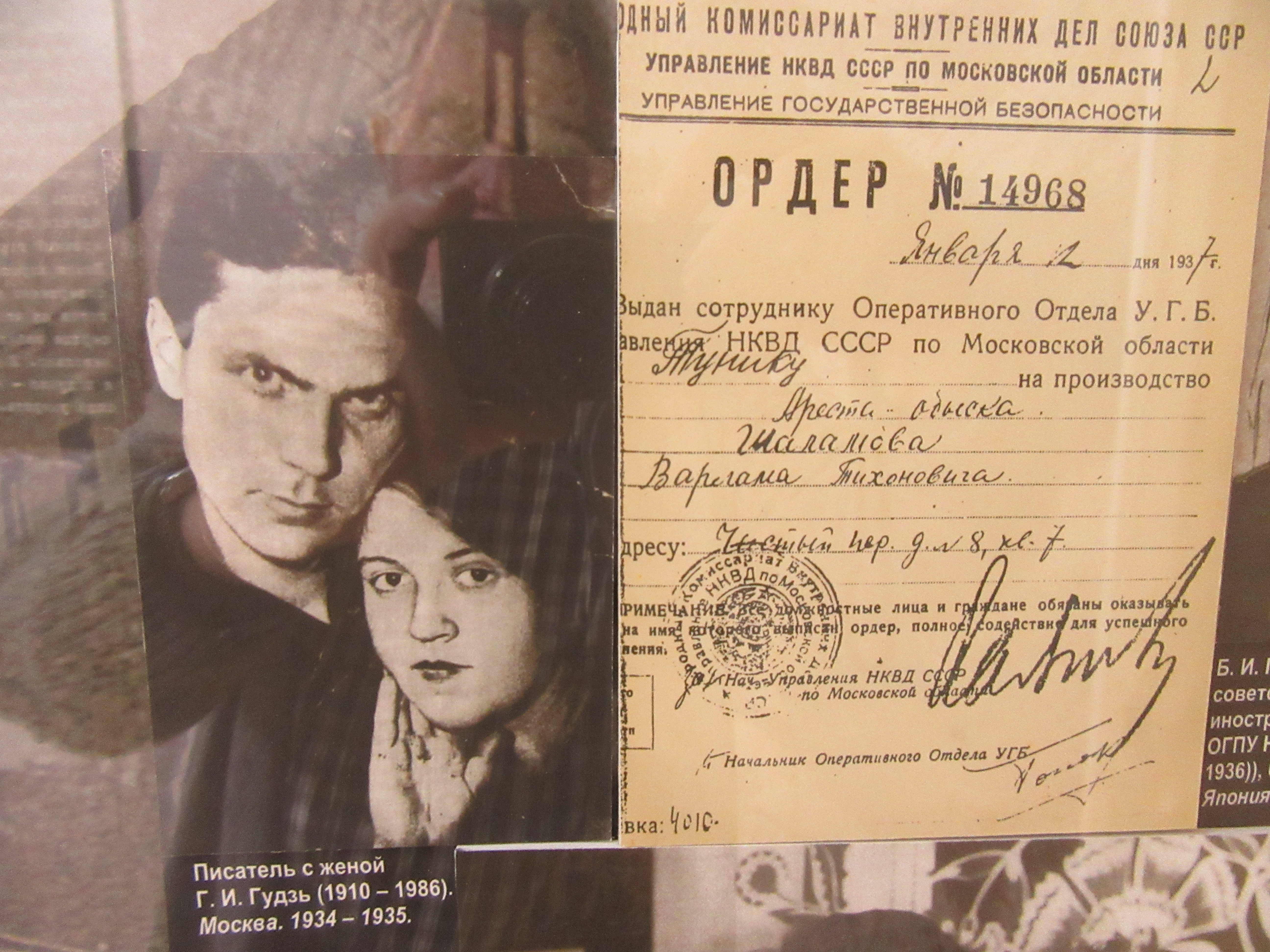
Photo de Chalamov et de son épouse Galina Goudz en 1935-1936.

La mort de Staline en mars 1953 change la donne pour les prisonniers des camps (zek ou ZK, abréviation pour zaklioutchon) : les morts sont réhabilités, beaucoup de vivants sont remis en liberté. Chalamov peut quitter la Kolyma huit mois après la mort de Staline en novembre 1953. Il retrouve son épouse, Galina Ignatievna Goudz, qui l'a attendu tant d'années à Moscou (depuis 1937) et leur fille Lena. Mais il rompt avec elle. Déportée au Kazakhstan après l'arrestation de son mari, elle a officiellement divorcé en 1947 pour obtenir l'autorisation de revenir à Moscou. Au retour de ce dernier, elle exige qu'il ne révèle rien de son expérience des camps à sa fille. Celle-ci a été élevée dans l'esprit du temps, c'est-à-dire : la patrie et la haine des ennemis du peuple. Galina lui suggère de tout oublier pour retrouver une vie normale. Mais Chalamov a sa vocation d'écrivain et sa vie ne sera plus que travail de la mémoire et transcription dans ses récits. Le récit de la Kolyma, intitulé L'Apôtre Paul, décrit une situation familiale proche de celle de l'auteur, c'est celle vécue par le pasteur Frisorger.
Chalamov ne peut revenir à Moscou avant sa réhabilitation en 1956, il travaille dans une exploitation de tourbe à Kalinine à 100 kilomètres au nord-ouest de la capitale. À Moscou, Chalamov vit avec Olga Neklioudova, auteur de livres pour la jeunesse, qu'il avait rencontrée chez Olga Ivinskaïa. Chalamov publie des essais et de la poésie dans des revues littéraires tout en s'attelant à son œuvre majeure, les Récits de la Kolyma, dans laquelle il raconte son expérience des camps. Les épreuves sont envoyées dans les pays occidentaux en contrebande; le texte est aussi publié en URSS par samizdat. Les Récits de la kolyma paraissent pour la première fois en 1966 et la première édition en langue russe (mais à l'étranger) en 1978. En 1972, Chalamov doit renier ses Récits, très probablement forcé par les pressions de l'État. Le livre paraît en URSS en 1987.
La mort de Chalamov est une métaphore de sa vie : pauvre, affaibli, malade, il meurt dans un hôpital psychiatrique moscovite en 1982. Il est enterré au cimetière de Kountsevo de Moscou.

### Récits de la Kolyma
Le nom de Chalamov est associé principalement à des récits denses et concis. Wolfgang Kasack définit les propriétés de base de ces récits comme suit : l'intrigue se limite à des évènements vécus par l'auteur lui-même ; ses descriptions sont précises et dépourvues d'effets stylistiques ; elles suscitent des impressions par ses « images de la cruauté, de l'inhumanité de ce qui se passe ». Elena Mikhaïlik, quant à elle, formule sa perception des récits de Chalamov comme : « un récit lent et strictement objectivé, légèrement décalé par son ironie noire à peine perceptible, puis de brefs éclats émotionnels ». Guennadi Aïgui écrit à propos du style de Chalamov en prenant le récit Le procurateur de Judée comme exemple. Il y trouve quelque chose de particulier, qu'il ne retrouve nulle part ailleurs (ni dans le roman, ni dans des essais, ni dans des récits) ; quelque chose de pur et d'abstrait correspondant à la tragédie si peu romanesque de cette époque ». La langue des récits de Chalamov se distingue par sa musicalité, par son rythme et ses changements nets de tempos, l'utilisation répétée d'allitérations, qui donne à sa prose une sonorité heurtée.
Chalamov considérait les camps de la Kolyma, avec leurs conditions climatiques sévères et le travail forcé des prisonniers comme l'incarnation du mal absolu : 

« La détention en camp est une chose atroce qu'aucun homme ne devrait jamais connaître. L'expérience du camp est, à chaque instant, absolument négative. L'homme n'y fait que devenir plus mauvais. Il ne saurait en être autrement. Au camp, il se passe des choses dont un homme ne devrait jamais être témoin »,.

— L'ingénieur Kisseliov

« Le camp est définitivement une école négative de la vie. Personne n'en retiendra jamais rien d'utile ou de nécessaire, ni le détenu lui-même, ni ses chefs... Il y a là beaucoup de choses  que l'homme ne devrait ni voir ni connaître ; et s'il les a vues, il vaudrait mieux pour lui qu'il meure »,.

— Croix-Rouge
Chalamov décrit le camp comme un lieu extrême de déshumanisation, dans lequel l'homme perd tout ce qui lui donne sa personnalité, et même les propriétés du langage et de la mémoire et finit par se résumer en des processus purement physiologiques. L'auteur des Récits de la Kolyma ne prête pas attention au développement physiologique de ses personnages et montre seulement leur comportement dans les circonstances exceptionnelles quand l'enjeu devient la survie,.

« Comme si pour les héros de la Kolyma (s'il en est) la couleur des yeux pouvait exister. En Kolyma les yeux sont sans couleurs ».

C'est l'un des points de sa polémique avec Soljenitsyne : ce dernier a une vision plus optimiste, dans laquelle le camp peut être aussi la source de nouvelles connaissances et apporter une meilleure compréhension de la vie. Dans le même ordre d'idées Varvara Babitskaïa observe que les récits de Chalamov eux-mêmes offrent une galerie de personnages, qui ont conservé un noyau moral et une capacité de montrer de l'amabilité et de la compassion. L'état de proximité constante de la mort, et de manière générale l'absurdité de la vie dans laquelle survivent les personnages de Chalamov, l'auteur Klaus Chtedke l'appelle la fin de l'humanisme.
Andreï Siniavski caractérise Les Récits de la Kolyma comme des écrits « face au visage de la vie »: « Après avoir survécu, l'homme se demande : mais pourquoi suis-je vivant ? Dans les conditions de la Kolyma chaque vie devient égoïsme, péché, meurtre de l'autre, qui n'est surpassé que par le seul fait d'être resté en vie. Et la vie devient une infamie. Vivre est alors indécent. Celui qui survit dans ces conditions restera toujours comme un résidu de vie, comme quelque chose de honteux. Pourquoi n'es-tu pas mort ? c'est la dernière question qui se pose à l'homme… Vraiment : pourquoi suis-je encore vivant, alors que tous sont morts ?..»
Dans son essai intitulé  Tout ou rien Chalamov écrit : 

« Le roman est mort. Et aucune force au monde ne ressuscitera cette forme de littérature. Pour qui a connu la révolution, la guerre, les camps de concentration, il n'y a pas de place pour le roman. »

Il dénonce les descriptions verbeuses et les histoires savamment composées avec des personnages soigneusement représentés qui de son point de vue n'empêcheront ni la Kolyma ni Auschwitz,. Chalamov cherchait une forme adéquate et des moyens expressifs pour décrire l'expérience des camps et il y arriva par ce qu'il appelle la nouvelle prose: « La nouvelle prose est l'évènement même, la lutte, et non pas sa description. C'est un texte qui est la participation de l'auteur aux évènements de la vie. La prose est vécue comme cela. ». J'ai déjà exposé ceci : « Quand on me demande ce que j'écris, je réponds : je n'écris pas des souvenirs. Il n'y a pas de souvenirs dans Récits de la Kolyma. Je n'écris pas non plus des histoires, ou plutôt j'essaie   d'écrire quelque chose qui ne serait pas de la littérature... ». Interprétant ces mots, Valérie Podoroga considère la méthode de Chalamov comme une concession à l'art au détriment du témoignage : « Les techniques de plus en plus perfectionnées d'écriture littéraire empêchent la transformation de la prose en purs document. Dans les Récits  de la Kolyma il y a immanquablement un désir d'exécution hautement artistique, un sentiment esthétique, une sorte d'adjuvant qui affaiblit l'authenticité du récit. À ces propos, Mikhaïlik objecte qu'elle considère Récits de la Kolyma comme le résultat achevé des recherches de Chalamov en tant qu'écrivain d'une nouvelle langue, qui permet de circonscrire ce qui précédemment n'était pas conceptualisé par la culture et que l'on ne pouvait pas transmettre comme un pur témoignage. Elle voit une continuité entre la prose de Chalamov et la littérature de fait de Serge Tretiakov, mais avec cette différence que pour rendre plus claire les situations inhumaines que l'on rencontre dans les camps, Chalamov n'écrit pas de simples documents, mais en prose, des impressions qui devraient coïncider à la réalité vécue ».
L'historien Arseni Roguinski (en), appelle les  Récits de la Kolyma « de la grande prose appuyée par des documents », et il fait remarquer qu'en laissant passer des erreurs, par exemple dans le nom des personnes qu'il a rencontrées, Chalamov décrit très précisément les procédures et les pratiques qui avaient cours dans les camps de la Kolyma à l'époque des récits,. Des historiens qui ont visité les camps staliniens tels que Robert Conquest ou Anne Applebaum, malgré le fait qu'ils se rendaient compte qu'il s'agissait d'une œuvre littéraire, ont néanmoins utilisé les récits comme source historique primaire,,.
Une autre caractéristique des Récits de la Kolyma est leur polyphonie. Dans un récit les évènements se répètent , les voix des narrateurs qui s'appellent tantôt Andreïev tantôt Goloubev, puis Crist, puis Chalamov lui-même s'entrelacent. Un premier cité cède sa place à un troisième ; un narrateur cède sa place à un autre qui en sait plus.,,. La coexistence de plusieurs récits permet de retracer comment la même histoire reçoit une confirmation dans un passage et est au contraire réfutée dans un autre. Mikhaïlik considère que cette technique sert à Chalamov à montrer la désintégration de la personnalité dans le camp : quand un prisonnier ne pense plus qu'à sa survie, sa mémoire est perturbée et les évènements décrits peuvent être arrivés à n'importe quelle autre personne à tout moment. La réalité principale est le fait même de la mort et non ses circonstances concrètes. Dans un article de 1999, Soljenitsyne analyse cette manière de faire et déclare une fois de plus son désaccord de principe avec l'auteur: « Certes, il est vrai que les récits de Chalamov ne me satisfont pas sur le plan artistique : il me manque des personnages, des visages, le passé de ces personnes  et une vision bien distincte de la vie de chacun. Dans ces récits <…> on ne retrouve pas de personnages concrets bien spécifiés, mais au contraire on n'entend qu'un seul nom de famille, parfois répété d'un récit à l'autre, et toujours sans cumul de traits individuels. On peut supposer que c'est le but poursuivi par Chalamov : en supportant la vie quotidienne des camps, les gens sont écrasés et cessent d'être des individualités. Bien sûr, il a écrit sur la souffrance et sur la perte de la personnalité quand tout est réduit à la lutte pour la survie. Mais d'abord, je ne suis pas d'accord sur le fait que tous les traits de la personnalité et toutes les traces de la vie antérieure au camp disparaisse complètement : il n'en va pas ainsi et l'auteur doit renseigner quelque chose de personnel à propos de chaque personnage. Ensuite, cela se produit chez Chalamov de manière récurrente et j'y vois un défaut de sa plume. Chalamov explique d'ailleurs lui-même que dans toutes les descriptions de ses personnages on le retrouve lui-même. Et on comprend dès lors qu'ils soient tous du même moule. Et quand des noms différents apparaissent, ce n'est qu'une apparence qui n'est destinée qu'à cacher la biographie que l'on attend. »,.
En même temps que Récits de la Kolyma, entre la fin des années 1960 et le début des années 1970, Chalamov écrit Vichéra (sous-titré anti-roman), ouvrage également divisé en une suite de courts récits, d'histoires, de réflexions. Mais il choisit un autre angle de vue : dans toutes les parties de cet antiroman comme il le définit lui-même, Varlam Chalamov, se remémore ses propres expériences de l'année 1929. Selon Mikhaïlik, « ce narrateur inattentif, pris dans l'étau d'un stéréotype limité pour sa représentation de lui-même est fort tendancieux, et, à la limite, aveugle par rapport à tout ce qui dépasse ses croyances et ses expériences ». Dans certains cas, il est possible de voir cela en comparant la description des évènements et des personnes  dans Vichéra (anti-roman)  et celle des Récits de la Kolyma où Chalamov se manifeste comme auteur. Mikhaïlik conclut que Chalamov, se pose lui-même la question lors de  la rédaction de Vichéra et y décrit ce qu'il a vu en 1929 et ce qu'il n'a vu ou interprété que plus tard il ne peut le décrire que dans Récits de la Kolyma. C'est ainsi qu'un lecteur de Vichéra qui ne tient pas compte des récits de la Kolyma qui suivent n'y détecte pas grand chose sinon rien d'autre qu'une documentation assez superficielle.
Chalamov s'est défini lui-même comme un héritier « non pas de la littérature russe humaniste du XIXe siècle <…> mais du modernisme du début du XXe siècle ». Dans ses notes il cite son dialogue avec Nikolaï Otten : « - Otten : vous êtes l'héritier direct de toute la littérature russe de Léon Tolstoï, Fiodor Dostoïevski, Anton Tchekhov.-  Chalamov : Je suis l'héritier direct du modernisme, d'Andreï Biély et d'Alexeï Remizov. Je n'ai pas appris avec Tolstoï mais avec Biély et dans n'importe lequel de mes récits il y a des traces de cet apprentissage ». La croyance dans le fait que la vertu serait inhérente à la nature humaine, que le perfectionnement moral vient par la recherche de la vérité et la souffrance, que le peuple est le plus proche de cette vérité suprême est pour Chalamov une erreur fondamentale des romanciers du XIXe siècle qui a conduit à l'organisation de la terreur contre les intellectuels,,. Cependant, s'il n'acceptait pas catégoriquement Léon Tolstoï, l'attitude de Chalamov par rapport à Dostoïevski était multiforme : d'une part il a écrit beaucoup sur le génie de Dostoïevski  et sur la pertinence de ses romans à l'époque des deux guerres mondiales et de la révolution, mais d'autre part il ne manquait pas de le critiquer sur de nombreux points. Sa polémique à propos de Souvenirs de la maison des morts en est un parfait exemple : l'expérience de Dostoïevski à propos du bagne, selon Chalamov, ne lui a pas permis de cerner la véritable nature des professionnels du crime (la pègre) et lui a fait répéter l'erreur globale de la littérature russe. Dans ses notes, Chalamov résume ainsi son opinion : « De nos jours, Dostoïevski ne répèterait pas sa phrase sur le peuple russe porteur de Dieu»,. Avec Mikhaïl Zochtchenko, son principal contemporain et également maître du récit, Chalamov partage
les mêmes traits qu'il a parfait dans sa prose : « Zochtchenko a eu du succès non pas comme témoin mais comme juge de son temps. <…> Il est le créateur d'une nouvelle forme
, d'une tout nouvelle manière de voir en littérature (comme Pablo Picasso qui a supprimé la perspective en trois dimensions), et démontrant les nouvelles possibilités  du mot ». En parlant de « la fin de l'humanisme » chez Chalamov, Städtke note sa proximité avec l'existentialisme dans l'absurde chez Albert Camus.

### Poésie
- L'Instrument[55]

« Ils ne sont pas bien sorciers 

Un vent de papier à dix sous,

Et un crayon qui se hâte -

C'est tout ce qu'il nous faut

Pour construire un château

De style très aérien

Au-dessus du destin.

Tout ce qu'il a fallu à Dante

Pour dresser les hautes portes 

Donnant sur l'entonnoir

De l'enfer creusé dans la glace.»
C'est un texte traduit du russe.
Chalamov formule ainsi son credo esthétique : « Le meilleur de la poésie russe c'est pour les plus anciens Alexandre Pouchkine et pour les plus récents Boris Pasternak». La poésie de Chalamov en vers russe accentué, basée sur le rythme et la rime, principalement écrite en iambe ou trochée ce qui est considéré comme assez traditionnel pour de la poésie russe,, et peut même refléter quelque chose d'anachronique,. Viatcheslav Vsevolodovitch Ivanov, quant lui, à affirme que les iambes à quatre pieds chez Chalamov diffèrent de ceux traditionnels et que « sa poésie tend à l'originalité par sa métrique, son rythme et la rime. Sa rime est pour lui comme un moyen de rechercher quelque chose de nouveau non seulement dans la forme mais dans la substance de ce qui est écrit disait Boris Pasternak ». Selon ses propres idées sur la théorie de la poésie, Chalamov écrit des poèmes dans une sorte de cadre sonore, sur des consonnes répétées qui devraient être contenues dans des mots clés pour que l'image soit compréhensible .
La poésie de Chalamov et surtout connue pour ses descriptions des paysages rudes de la Kolyma , mais elle ne se limite pas à cela, et elle comprend de la poésie lyrique et des réflexions sur l'histoire et la culture . Sa poésie, selon l'expression de Kasack, « va vers la simplicité, mais n'est pas particulièrement de forme concise , elle reflète l'amertume de l'expérience de la vie de Chalamov, ses vers sont pleins de tristesse pour l'humanité, tandis que ses images principales sont celles de la neige, du gel, et, comme une consolation parfois trompeuse, le feu. Gueorgui Adamovitch, à propos de La route du destin écrit « il lui est difficile de séparer la Kolyma de son approche dans la poésie de Chalamov : « Peut-être que l'essentiel est que la sécheresse et la gravité de ses vers sont la conséquence inévitable de la solitude dans le camp <…>?». Adamovitch conclut que chez Chalamov, « les illusions sont dissipées, alors qu'elles se sont si souvent révélées être l'essence et le noyau  de sa poésie » . Un des personnages historiques favoris de Chalamov est  Avvakoum, auquel il a consacré dans les années 1950 sous le titre Douskania les quatrains
« Toutes les mêmes neiges d'Avvakoum du siècle » et aussi  « Avakoum à Poustoziorsk (en) » (1955). Il a trouvé de nombreux parallèles entre son destin et celui de l'idéologue du raskol de l'église russe : harcelement en raison de ses croyances, long emprisonnement dans l'extrême Nord de la Sibérie, le genre autobiographique de ses ouvrages ,.

## Dispute entre Varlam Chalamov et Alexandre Soljenitsyne
Les deux écrivains se sont rencontrés en 1962, à la rédaction de la maison du Nouveau monde. Leur correspondance trahissait leur admiration mutuelle et ils tissaient des liens d'amitiés.
Chalamov a salué Une journée d'Ivan Denissovitch de Soljenitsyne, le considérant comme une œuvre profonde, précise et fidèle. Une histoire « comme un brise-glace qui ouvre la voie à une littérature soviétique intransigeante et sans compromis sur la vérité ».
Mais cette amitié se détériore, selon ce qu'en écrit Varvara Babitskaïa, après que Soljenitsyne a demandé à Chalamov de se présenter dans l'histoire littéraire comme un co-auteur de l'Archipel du Goulag, ce que Chalamov refusa. Il ne souhaitait pas vivre dans l'ombre de Soljenitsyne qui, selon Chalamov, monopolisait le thème du camp alors qu'il ne le connaissait pas si bien que cela. Le camp de Soljenitsyne n'était pas tout à fait réel pour Chalamov, qui écrit à ce propos :

« Près de l'hôpital s'avance un chat - c'est vraiment incroyable pour un camp réel - dans un vrai camp il aurait été mangé depuis longtemps. Il n'y a pas de blattes dans votre camp ! Pas de poux ! Le service de sécurité n'y est pas responsable du plan <...> où est ce merveilleux camp ? ». »

Soljenitsyne, quant à lui, considérait que les personnages de Chalamov « manquaient de caractère, de personnalité. Leur passé est une sorte de vision distincte de la vie de chacun ».
Soljenitsyne reconnaît que son expérience n'était pas comparable à celle de Chalamov et lui écrit: « Je vous considère comme ma conscience et je vous demande d'examiner si j'ai fait autre chose de mon plein gré qui peut être interprété comme de la faiblesse et du conformisme ». Chalamov a répondu à cette demande textuellement, mais après sa mort on a retrouvé des textes de sa main dans lesquels il parle de Soljenitsyne comme d'un homme d'affaires (delets). Chalamov considérait que Soljenitsyne dépeignait le camp avec trop de bienveillance pour des raisons conjoncturelles. Il lui reprochait aussi ses ambitions prophétiques.
Le critique Yakov Klots remarque que « Le masque du réalisme social, adopté par Soljenitsyne,
emprunté au dogme littéraire officiel et habilement utilisé par lui, qui en comprenait les règles, pouvait seul rendre possible la publication de ses récits dans la presse soviétique. [...] C'est dans cette combinaison du véridique et du permis que réside la grande réussite de Soljenitsyne, qui a réussi à atteindre le lecteur de masse ». C'est la manière choisie par Soljenitsyne de résoudre le même problème que celui posé à Chalamov : « comment trouver un protocole pour traduire l'expérience non humaine du camp du Goulag en quelque chose d'accessible à la perception humaine ? ».
Selon la critique Babitskaïa les conceptions des deux écrivains étaient tout simplement incompatibles en toute matière idéologique, esthétique et humaine. « La tentative de les rapprocher s'explique par une expérience commune qu'ils n'avaient finalement pas partagée »..

## Pourquoi Chalamov a-t-il condamné la publication à l'étranger desRécits de la Kolyma?
Le 23 février 1972, une lettre ouverte de Varlam Chalamov est publiée en URSS dans le Literatournaïa gazeta. Comme l'écrit Chalamov dans cette lettre, la presse occidentale antisoviétique en langue russe (En Allemagne de l'ouest les Semailles (Possev) et à New York Novyi journal), a décidé selon lui de « profiter de l'honnêteté de la réputation d'un écrivain et citoyen soviétique » et de publier Les Récits de la Kolyma dans des éditions diffamatoires ». Lui-même n'avait jamais collaboré à de telles publications et il n'entrait pas dans ses intentions d'en changer. Et tenter de le présenter comme un antisoviétique clandestin, un émigrant dans son propre pays c'était pour Chalamov de la calomnie, du mensonge et de la provocation.
La position de Chalamov et le contenu même de cette lettre peuvent choquer le lecteur occidental, habitué à voir en lui un adversaire inflexible du régime soviétique. Ont été choqués également certains de ses contemporains soviétiques, qui se souvenaient de ses commentaires dénigrants à l'égard des écrivains publiés à l'Ouest qui signaient des lettres de repentance (Boris Pasternak) et inversement ses lettres de soutien à ceux dont il admirait la résilience et qui « du début à la fin [...] n'ont pas plaidé coupable et ont accepté la peine comme de vraies personnes », sans se repentir(Andreï Siniavski et Iouli Daniel).
Certains ont suggéré que la lettre était un faux, que Chalamov a été forcé à la signer. L'écrivain  a démenti ces affirmations : « Il est ridicule de penser que l'on peut obtenir de ma part une quelconque signature. Sous la menace du pistolet. Ma déclaration, sa langue, son style m'appartiennent.» L'écrivain a expliqué sa décision par le fait qu'il était « fatigué de le classer parmi l'humanité ». Comme le remarque Sergueï Neklioudov (ru), Chalamov «était une personne très peu corporatiste, qui ne voulait fusionner avec aucun groupe, même de loin, s'il éprouvait de la sympathie pour lui. Il ne voulait pas se tenir dans le rang. Cela ne concernait pas seulement, par exemple, l'Union des écrivains soviétiques, à laquelle il n'avait pas l'intention d'adhérer d'abord pour des raisons idéologiques, mais aussi les cercles de gauche, dissidents, dont il se méfiait.» Selon Neklioudov, Chalamov ne voulait pas être édité à l'étranger, car il voulait obtenir réparation et reconnaissance de la patrie, qui a été inhumaine à son égard, et défendre son droit d'écrivain de dire la vérité à ses compatriotes lecteurs.
Le dramaturge Alexandre Gladkov (ru) écrit que la lettre de 1972 était à l'origine destinée à la Commission des admissions de l'Union des écrivains soviétiques et n'est arrivée au journal que plus tard. L'ami de Chalamov, Boris Lesniak, se souvient des mots de l'écrivain « et comment penses-tu que je peux vivre avec soixante-dix roubles de pension ? Après avoir imprimé des histoires dans Possev (Journal allemand en lanngue russe) les portes de toutes les éditions de Moscou étaient fermées pour moi. La dernière  considération artistique est très importante: « Les histoires de Kolyma » sont organisées selon le plan de l'auteur, c'est une œuvre qui doit rester intégrale. « Dans ce recueil, écrit Chalamov, seules certaines des histoires peuvent être remplacées et réarrangées et les principales doivent rester à leur place ».
La réflexion la plus subtile sur les motivations de Chalamov a été suggérée par la chercheuse israélienne Leona Toker : la lettre au Journal littéraire n'était pas un aveu public de remords et un renoncement aux Récits de la Kolyma, mais une tentative de contrôler leur destin. Étant donné que ces œuvres avaient été publiées en samizdat, la route dans les publications officielles était programmée à terme et on peut supposer que de cette façon, par sa lettre ouverte, Chalamov, attire au contraire l'attention sur l'existence de ses Récits de la Kolyma, sur leur contenu et incite le public cible à les chercher en samizdat.

## Œuvres de Chalamov
- Etudiant Moussa Zalilov (Студент Муса Залилов) : récit autobiographique publié en 1972, consacré à Moussa Djalil[74].
- La Quatrième Vologda : récit autobiographique, traduit du russe par Catherine Fournier, Fayard/La Découverte, 1986.
- Les Récits de la Kolyma, traduit du russe par Sophie Benech, Catherine Fournier et Luba Jurgenson; Michel Heller (postface), Éditions Verdier, 2003.
- Correspondance avec Boris Pasternak, traduit du russe par Sophie Benech et Lily Denis, Gallimard, « Arcades », 1991.
- Cahiers de la Kolyma et autres poèmes, traduit du russe par Christian Mouze, Maurice Nadeau, 1991.
- Mes bibliothèques, traduit du russe par Sophie Benech, Interférences, 1992.
- Essais sur le monde du crime, traduit du russe par Sophie Benech, Gallimard, « Arcades », 1993.
- Tout ou rien (cahier I : L'Écriture), traduit du russe par Christiane Loré, Verdier, 1993.
- Correspondance avec Alexandre Soljenitsyne et Nadejda Mandelstam, Verdier, 1995, 220 pages,  (ISBN 978-2-3785-6020-1).
- Les Années vingt : réflexions d'un étudiant, traduit du russe et présenté par Christiane Loré avec la collaboration de Nathalie Pighetti-Harrison, Verdier, 1997. Rééd. poche 2008.
- Vichéra (antiroman), traduit du russe par Sophie Benech, Verdier, 2000.
- Récits de la Kolyma, nouvelle édition, traduit du russe par Catherine Fournier, Sophie Benech et Luba Jurgenson, préf. de Luba Jurgenson, postf. de Michel Heller, Éditions Verdier, 2003.
- La Quatrième Vologda : souvenirs, traduit du russe par Sophie Benech, Verdier, 2008, 187 p.
- Souvenirs de la Kolyma : traduit du russe par Anne-Marie Tatsis-Botton, Verdier , 2022, 320 p.  (ISBN 978-237856-076-8).

## Adaptation théâtrale
L'œuvre de Varlam Chalamov a été adaptée au théâtre Confluences à Paris pour la première fois en 2005 par Ariel Cypel sous le titre C'est ainsi que nous vivions, quelques récits de la Kolyma, avec Charlie Bauer et Marie Alexandre Ferrier

## Hommage
Il y a un petit musée qui lui est dédié à Debine.
L'auteur italien Roberto Saviano le cite dans la préface de son ouvrage Gomorra (roman) en le présentant comme un modèle d'auteur engagé et courageux.